# Eduardo Duarte (escritor)

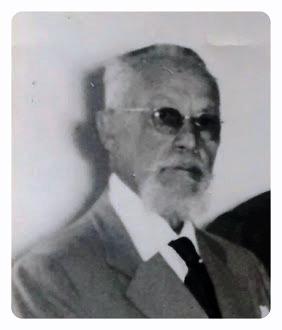

Eduardo Duarte (Porto Alegre, 4 de fevereiro de 1874  — Veranópolis, 9 de dezembro de 1962) foi um educador, jornalista, médico, escritor e historiador brasileiro.
Filho de Tomás Inácio Duarte e Rita Maria Duarte, casou com Eulália Mazza.
Completou seus estudos primários na Escola Normal de Porto Alegre, mudando-se para a colônia italiana de Alfredo Chaves, onde em 15 de maio de 1898 deu a primeira aula pública de Lajeadinho - entre seus alunos encontrava-se Mansueto Bernardi, a quem ele alfabetizou.
Também atuou como jornalista, publicando no jornal Alfredo Chaves desde 1905, de pouca duração. Em 1912 refundou o jornal, agora sob sua direção. Em 1911 recebeu o posto de major da Guarda Nacional.
Retornou a Porto Alegre para estudar medicina, se formando em 1919 e onde passou a clinicar em algumas poucas ocasiões. Logo depois de formado foi trabalhar no Arquivo Público do Estado do Rio Grande do Sul, onde publicou os 18 primeiros números da Revista do Arquivo Público e organizou diversos documentos. Quando o Arquivo foi incorporado ao Museu Júlio de Castilhos, passou a dirigir a revista da nova instituição. Também foi idealizador, junto com Florêncio de Abreu, do Instituto Histórico e Geográfico do Rio Grande do Sul, instalado em 5 de agosto de 1920.
Está sepultado, ao lado de sua esposa, no cemitério São Miguel e Almas de Porto Alegre, de cuja Irmandade fazia parte.